# William G. Schilling
William G. Schilling (geboren am 30. August 1939 in Philadelphia, Pennsylvania; gestorben am 28. Februar 2019 in Riverside, Kalifornien) war ein US-amerikanischer Schauspieler. Schilling war zwischen 1980 und 2013 in zahlreichen Film- und Fernsehproduktionen zu sehen.

## Leben und Karriere
Ab Anfang der 1980er Jahre übernahm Schilling zahlreiche kleinere Rollen und Gastrollen in US-amerikanischen Fernsehfilmen und -serien. So war er in einzelnen Episoden von Serien wie Lou Grant, Familienbande, M*A*S*H und Chefarzt Dr. Westphall zu sehen. Eine wiederkehrende Nebenrolle hatte er 1984 bis 1985 in der kurzlebigen Fernsehserie E/R.
1986 wurde er in der Rolle des Polizeichief Benton in der Komödie Die unglaubliche Entführung der verrückten Mrs. Stone einem größeren Publikum bekannt. Von 1986 bis 1991 spielte er eine Hauptrolle in der Fernsehserie Head of the Class. Zuletzt war er 2011 in einer Folge der Serie Treme zu sehen. Sein Schaffen umfasst mehr als 60 Produktionen für Film und Fernsehen.
Schilling starb am 28. Februar 2019 im Alter von 79 Jahren.

## Filmografie (Auswahl)
- 1980: Freibeuter des Todes
- 1981: The Gentleman Bandit (Fernsehfilm)
- 1982: Tote kriegen keine Post (Fernsehfilm)
- 1982: M*A*S*H (Fernsehserie, eine Folge)
- 1983: Das letzte Testament
- 1984–85: E/R (Fernsehserie)
- 1986: Rocket Man - Der Beste aller Zeiten
- 1986: Fire with Fire – Verbotene Leidenschaft
- 1986: Die unglaubliche Entführung der verrückten Mrs. Stone
- 1986–91: Head of Class (Fernsehserie)
- 1987: Das Auge des Killers
- 1993: Farben des Todes
- 1993: In the Line of Fire – Die zweite Chance
- 1994: Tryst
- 1994: Zwei Satansbraten außer Rand und Band
- 1995: Das Geheimnis der drei Wünsche
- 1996: Space Jam
- 1999: Die Jagd nach dem Unicorn-Killer (Fernsehfilm)
- 1999: Stealth Fighter